# Direkte Summe abelscher Gruppen
Der Begriff direkte Summe  abelscher Gruppen verallgemeinert den Begriff der direkten Summe von Vektorräumen. Er ist von großer Bedeutung für die Theorie abelscher Gruppen. Kann eine Gruppe in eine direkte Summe zerlegt werden, so wird dadurch die Struktur der Gruppe auf einfachere Gruppen zurückgeführt. Neue Gruppen können aus den direkten Summanden gebildet werden. Die meisten Struktursätze machen eine Aussage über eine direkte Zerlegung von Gruppen.

## Definitionen
- Die abelsche Gruppe {\displaystyle A} heißt genau dann direkte Summe zweier Untergruppen {\displaystyle A_{1}}, {\displaystyle A_{2}}, wenn folgende zwei Bedingungen erfüllt sind.

1. {\displaystyle A_{1}+A_{2}=A}.
2. {\displaystyle A_{1}\cap A_{2}=0}.

In diesem Fall wird geschrieben {\displaystyle A=A_{1}\oplus A_{2}}. Dabei bezeichnet {\displaystyle 0} die Untergruppe, die nur das neutrale Element {\displaystyle 0} enthält.
- Eine Untergruppe {\displaystyle A_{1}\hookrightarrow A} heißt direkter Summand, wenn es eine Untergruppe {\displaystyle A_{2}} gibt mit: {\displaystyle A=A_{1}\oplus A_{2}}. In diesem Fall heißt {\displaystyle A_{2}} Komplement von {\displaystyle A_{1}}.
- {\displaystyle A} heißt direkt unzerlegbar, wenn {\displaystyle A} und {\displaystyle 0} die einzigen direkten Summanden von {\displaystyle A} sind.
- Sei {\displaystyle (A_{i}\mid i\in I)} eine Familie von Untergruppen von {\displaystyle A}. Die Gruppe {\displaystyle A} heißt direkte Summe der {\displaystyle (A_{i}|i\in I)}, wenn folgende Bedingungen erfüllt sind.

1. {\displaystyle \sum _{i\in I}A_{i}=A}. Die Familie {\displaystyle (A_{i}\mid i\in I)} erzeugt {\displaystyle A}.
2. Für jedes {\displaystyle i\in I} gilt: {\displaystyle A_{i}\cap \sum _{j\neq i}A_{j}=0}.

Es wird geschrieben: {\displaystyle A=\bigoplus \limits _{i\in I}A_{i}}, oder {\displaystyle A=A_{1}\oplus \dots \oplus A_{n}}, falls {\displaystyle I=\{1,\dots ,n\}}.

## Erläuterungen, einfache Sätze
- Es seien {\displaystyle B,C} Untergruppen der abelschen Gruppe {\displaystyle A}. Dann sind folgende Aussagen äquivalent:
  - Es ist {\displaystyle A=B\oplus C}.
  - Jedes {\displaystyle a\in A} lässt sich eindeutig schreiben als {\displaystyle a=b+c} mit {\displaystyle b\in B,c\in C}.
  - Es ist {\displaystyle A=B+C} und aus {\displaystyle 0=b+c} mit {\displaystyle b\in B,c\in C} folgt {\displaystyle b=0=c}.
- Ist {\displaystyle A=B\oplus C}, so haben die beiden Endomorphismen {\displaystyle \pi _{B}\colon A\ni b+c\mapsto b\in A} und {\displaystyle \pi _{C}\colon a\ni b+c\mapsto c\in A} die folgende Eigenschaft: {\displaystyle \pi _{B}^{2}=\pi _{B},\pi _{C}^{2}=\pi _{C},\pi _{C}\pi _{B}=\pi _{B}\pi _{C}=0} und {\displaystyle 1_{A}=\pi _{B}+\pi _{C}}. Dabei ist {\displaystyle 1_{A}} die Identität auf {\displaystyle A}.

Homomorphismen liefern eine Möglichkeit, direkte Summanden zu kennzeichnen und zu erkennen:
- Seien {\displaystyle A{\overset {f}{\longrightarrow }}B{\overset {g}{\longrightarrow }}C} Homomorphismen. Dann gilt:

1. {\displaystyle gf} ist ein Monomorphismus {\displaystyle \iff \operatorname {Bild} (f)\cap \operatorname {Kern} (g)=0} und {\displaystyle f} ist ein Monomorphismus.
2. Ist {\displaystyle gf}  ein Epimorphismus, dann ist {\displaystyle \operatorname {Bild} (f)+\operatorname {Kern} (g)=B}.
3. Ist {\displaystyle gf} ein Isomorphismus, dann ist {\displaystyle \operatorname {Bild} (f)\oplus \operatorname {Kern} (g)=B}.[2]

- Für eine Untergruppe {\displaystyle B\hookrightarrow A} sind folgende Aussagen äquivalent:

1. {\displaystyle B} ist direkter Summand in {\displaystyle A}.
2. Es gibt einen Endomorphismus {\displaystyle \pi \colon A\to A} mit: {\displaystyle \pi ^{2}=\pi } und {\displaystyle \pi (A)=B}.
3. Ist {\displaystyle \iota \colon B\to A} die Inklusionsabbildung, so gibt es einen Homomorphismus {\displaystyle \pi \colon A\to B} mit {\displaystyle \pi \iota =1_{B}}.

## Beispiele
- {\displaystyle 0} ist direkter Summand in jeder Gruppe.
- Es sei {\displaystyle A} die zyklische Gruppe {\displaystyle A=\mathbb {Z} /6\mathbb {Z} =\{0,1,2,3,4,5\}}  mit der zugehörigen Addition. Es sei {\displaystyle U=\{0,3\},V=\{0,2,4\}}. Dann ist {\displaystyle A=U\oplus V}. Es sind {\displaystyle U} und {\displaystyle V} Untergruppen von {\displaystyle A}. Ihr Durchschnitt ist {\displaystyle 0} und ihre Summe ist {\displaystyle A}. Es ist beispielsweise {\displaystyle 3+4=1{\bmod {6}}}.
- Die Gruppen der ganzen Zahlen {\displaystyle \mathbb {Z} } und der rationalen Zahlen {\displaystyle \mathbb {Q} } sind unzerlegbar. Ist {\displaystyle p} eine Primzahl, so ist {\displaystyle \mathbb {Z} /p\mathbb {Z} }  direkt unzerlegbar.
- Hat die abelsche Gruppe eine größte Untergruppe {\displaystyle \neq A}, dann ist {\displaystyle A} direkt unzerlegbar. Ist {\displaystyle p} eine Primzahl, so hat {\displaystyle A=\mathbb {Z} /p^{n}\mathbb {Z} } die größte Untergruppe {\displaystyle p\mathbb {Z} /p^{n}\mathbb {Z} \neq A}. Also ist {\displaystyle A} direkt unzerlegbar.
- Sind {\displaystyle a,b} teilerfremde ganze Zahlen, so ist {\displaystyle \mathbb {Z} /(a\cdot b)\mathbb {Z} =a\mathbb {Z} /(a\cdot b)\mathbb {Z} \oplus b\mathbb {Z} /(a\cdot b)\mathbb {Z} }.
- Das letzte Beispiel hat eine starke Verallgemeinerung: Sei {\displaystyle A} eine Gruppe und {\displaystyle n\in \mathbb {N} } mit {\displaystyle A\cdot n=0}. Außerdem sei {\displaystyle n=r\cdot s} mit teilerfremden {\displaystyle r,s}. Dann ist {\displaystyle A=A\cdot r\oplus A\cdot s}.
- Ist {\displaystyle \mathbb {Z} ^{2}=\{(z_{1},z_{2})|z_{1},z_{2}\in \mathbb {Z} \}}, so ist {\displaystyle \mathbb {Z} ^{2}={\vec {e_{1}}}\mathbb {Z} \oplus {\vec {e_{2}}}\mathbb {Z} }, wobei {\displaystyle {\vec {e_{1}}}=(1,0),{\vec {e_{2}}}=(0,1)} ist. Das Komplement von {\displaystyle {\vec {e_{1}}}\mathbb {Z} } ist keineswegs eindeutig bestimmt. Es ist zum Beispiel auch {\displaystyle \mathbb {Z} ^{2}={\vec {e_{1}}}\mathbb {Z} \oplus (z,1)\mathbb {Z} } für alle {\displaystyle z\in \mathbb {Z} }.
- Das letzte Beispiel gilt allgemeiner. Sei {\displaystyle n\geq 1} eine natürliche Zahl. {\displaystyle \mathbb {Z} ^{n}:=\{(z_{1},\dots ,z_{n})|z_{i}\in \mathbb {Z} \}} die Menge der {\displaystyle n}- Tupel mit Komponenten aus {\displaystyle \mathbb {Z} }. Weiter sei {\displaystyle {\vec {e_{i}}}} das Tupel, das an der Stelle {\displaystyle i} eine {\displaystyle 1} hat und an anderen Stellen {\displaystyle 0}. Dann ist {\displaystyle \mathbb {Z} ^{n}=\bigoplus \limits _{i=1}^{n}{\vec {e}}_{i}\mathbb {Z} }.
- Um zu bestimmen, ob eine Untergruppe von {\displaystyle \mathbb {Z} ^{2}} direkter Summand ist, gibt es ein einfaches Kriterium:

Sei {\displaystyle {\vec {a}}=(a_{1},a_{2})\in \mathbb {Z} ^{2}}. Dann sind folgende Aussagen äquivalent.
1. {\displaystyle {\vec {a}}\mathbb {Z} } ist direkter Summand in {\displaystyle \mathbb {Z} ^{2}}.
2. Es gibt {\displaystyle b_{1},b_{2}\in \mathbb {Z} } mit {\displaystyle a_{1}\cdot b_{1}+a_{2}\cdot b_{2}=1}.

Einige Gitter und Determinante als Flächeninhalt
Ein Gitter mit den erzeugenden Vektoren {\displaystyle (1,0)\mathbb {Z} ,(0,1)\mathbb {Z} }
Die Determinante als Flächeninhalt
Ein Gitter mit den erzeugenden Vektoren {\displaystyle (1,1)\mathbb {Z} ,(-2,-1)\mathbb {Z} } wird dargestellt

Die Eigenschaft 2. des letzten Satzes hat eine geometrische Bedeutung: Die Untergruppe {\displaystyle {\vec {a}}\mathbb {Z} } ist genau dann direkter Summand in {\displaystyle \mathbb {Z} ^{2}}, wenn es einen Vektor {\displaystyle {\vec {b}}=(b_{1},b_{2})} gibt, so dass {\displaystyle {\vec {a}},{\vec {b}}} ein Parallelogramm vom Flächeninhalt 1 aufspannen.
- Die letzte Aussage lässt sich verallgemeinern. Ist {\displaystyle {\vec {a}}=(a_{1},\dots ,a_{n})\in \mathbb {Z} ^{n}} so gilt:  {\displaystyle {\vec {a}}\mathbb {Z} } ist genau dann direkter Summand in {\displaystyle \mathbb {Z} ^{n}}, wenn die Zahlen  {\displaystyle a_{1},\dots ,a_{n}}den größten gemeinsamen Teiler {\displaystyle 1} haben.

### Primäre  Gruppen
Der folgende Satz macht eine Aussage über die Zerlegung von Torsionsgruppen. Dazu wird definiert: Sei {\displaystyle p}  eine Primzahl. Die Gruppe {\displaystyle A} heißt {\displaystyle p}-primär genau dann, wenn es zu jedem {\displaystyle a\in A} ein {\displaystyle n\in \mathbb {N} } gibt mit {\displaystyle a\cdot p^{n}=0}.
Die Summe aller {\displaystyle p}-primären Untergruppen einer Gruppe {\displaystyle A} ist {\displaystyle p}-primär. Es
ist die größte {\displaystyle p}-primäre Untergruppe von {\displaystyle A}. Sie wird mit {\displaystyle A_{p}}
bezeichnet und heißt {\displaystyle p}-Primärkomponente von {\displaystyle A}. Es gilt:
Ist {\displaystyle A} eine Torsionsgruppe, so ist {\displaystyle A=\bigoplus \limits _{p{\text{ prim}}}A_{p}}. Es ist {\displaystyle A} direkte Summe ihrer Primärkomponenten.

## Universelle Eigenschaft
- Sei {\displaystyle A=A_{1}+A_{2}} für zwei Untergruppen {\displaystyle A_{1},A_{2}} und {\displaystyle q_{i}\colon A_{i}\hookrightarrow A} die kanonischen Inklusionen. Es sind äquivalent:

1. {\displaystyle A=A_{1}\oplus A_{2}}.
2. Zu je zwei Homomorphismen {\displaystyle f_{i}\colon A_{i}\to B,i\in \{1,2\}} gibt es genau einen Homomorphismus {\displaystyle f\colon A\to B} mit {\displaystyle f\circ q_{i}=f_{i}} für {\displaystyle i\in \{1,2\}}.

Die zweite Aussage des Satzes ist die sogenannte universelle Eigenschaft der direkten Summe. Sie gilt für beliebige Indexmengen.
- Sei {\displaystyle (A_{i}\mid i\in I)}  eine Familie von Untergruppen mit {\displaystyle \sum \limits _{i\in I}A_{i}=A}. Und {\displaystyle q_{i}\colon A_{i}\hookrightarrow A} seien die Inklusionen. Dann sind äquivalent:

1. Es ist {\displaystyle \bigoplus \limits _{i\in I}A_{i}=A}.
2. Zu jeder Familie von Homomorphismen {\displaystyle f_{i}\colon A_{i}\to B} gibt es genau ein {\displaystyle f\colon A\to B} mit {\displaystyle f\circ q_{i}=f_{i}} . Das heißt, folgendes Diagramm ist für alle {\displaystyle i\in I} kommutativ.

- Seien  {\displaystyle (A,q_{i})} und {\displaystyle (S,s_{i})} zwei abelsche Gruppen mit {\displaystyle q_{i}\colon A_{i}\to A} und {\displaystyle s_{i}\colon A_{i}\to S}. Gibt es zu jeder Familie {\displaystyle f_{i}\colon A_{i}\to B} genau ein {\displaystyle f\colon A\to B} mit {\displaystyle f_{i}=f\circ q_{i}} und genau ein {\displaystyle g\colon S\to B} mit {\displaystyle f_{i}=g\circ s_{i}}, so sind {\displaystyle A} und {\displaystyle S} isomorph.

## Einige Struktursätze
1. Satz: Ist {\displaystyle f\colon A\to \mathbb {Z} } ein Homomorphismus, so ist {\displaystyle A=\operatorname {Kern} (f)\oplus a\mathbb {Z} } mit {\displaystyle a\in A} und {\displaystyle a\cdot \mathbb {Z} \cong \mathbb {Z} }.
2. Satz: Jede Untergruppe von {\displaystyle \mathbb {Z} ^{n}} ist direkte Summe von höchstens {\displaystyle n} zyklischen Untergruppen.
3. Satz: Ist {\displaystyle F}  torsionsfrei und von {\displaystyle n} Elementen  erzeugt, so gibt es einen Monomorphismus {\displaystyle F\to \mathbb {Z} ^{n}}.
4. Folgerung: Ist {\displaystyle F}  eine von {\displaystyle n}  Elementen erzeugte torsionsfreie Gruppe, so gibt es ein {\displaystyle k\leq n}, so dass {\displaystyle F} isomorph zu {\displaystyle \mathbb {Z} ^{k}} ist.
5. Ist {\displaystyle A} endlich erzeugt, so ist die Torsionsuntergruppe direkter Summand von {\displaystyle A}.